# Skönbinka
Skönbinka (Erigeron speciosus) är en växt i släktet binkor.
Dess perenn blir ca 50-70 cm hög. Arten blommar med lavendelblå blommor i slutet av sommaren. I trädgårdar placeras den soligt. Stjälken blir ca en halvmeter hög. Skönbinka används som rabatt- och snittblomma.